# Biham (stjärna)
Biham eller Theta Pegasi (θ Pegasi, förkortat Theta Peg, θ Peg) som är stjärnans Bayerbeteckning, är en ensam stjärna belägen i den södra delen av stjärnbilden Pegasus. Den har en skenbar magnitud på 3,53 och är synlig för blotta ögat. Baserat på parallaxmätning inom Hipparcosuppdraget på ca 35,3 mas, beräknas den befinna sig på ett avstånd på ca 92 ljusår (ca 28 parsek) från solen.

## Nomenklatur
Theta Pegasi har det traditionella namnet Biham eller Baham, som härrör från den arabiska frasen S'ad al Biham, vilket betyder ”de unga djurens lyckliga stjärna”. År 2016 organiserade Internationella astronomiska unionen en arbetsgrupp för stjärnnamn (WGSN) med uppgift att katalogisera och standardisera riktiga namn för stjärnor. WGSN fastställde namnet Biham för denna stjärnan den 21 augusti 2016, vilket nu ingår i IAU:s Catalog of Star Names.

## Egenskaper
Biham är en blå till vit stjärna i huvudserien av spektralklass A2 V. Den har en massa som är omkring 80 procent större än solens massa, en radie som är ca 2,6 gånger större än solens och utsänder från dess fotosfär ca 24 gånger mera energi än solen vid en effektiv temperatur på ca 7 900 K.